# Museo Enrico Butti
El Museo Enrico Butti es una gliptoteca ubicada en Viggiù en Italia. Forma parte de los museos cívico viggiutesi. La colección del museo conserva 87 modelos en yeso y algunas pinturas de Enrico Butti, que el mismo artista donó en 1926 a comuna para la realización del museo.

## Historia
La decisión de Butti de donar la colección a la comuna de Viggiù se remonta a 1926, como lo atestigua una carta del artista datada el 20 de enero del mismo año. Una segunda carta en la que fue formalizada la donación fue datada el 21 de enero. La donación de los moldes para yeso de Butti permitió que estos se conservaran, pues el artista solía destruirlos al finalizar su obras.
El edificio que ocupa la gliptoteca fue construido en 1927, con la disposición y apoyo del propio escultor.
Con otra carta datada el 16 de junio de 1931, Butti reafirmó su deseo de dejar la colección en herencia a la comunidad de Viggiù, con la condición estricta de que mantuvieron el orden predeterminado que él había dejado. Una de las primeras catalogaciones de las obras fue de Accetti en 1938, es posible que en ese tiempo ya se hubiera cambiado el orden que el escultor había dejado.
En 1964 se le agregó una nueva sala al edificio, que fue lugar de exposición de Il minatore, el relieve del monumento a Verdi y otros trabajos. En 1975 se realizó una restauración general al edificio que condujo a la reorganización de la colección. La última intervención tuvo lugar entre 2002 y 2004 que supuso una adecuación funcional de las estancias y una obra de rehabilitación de las estructuras con especial atención al yeso que se ha limpiado y restaurado. También se instalaron tres nuevas salas dedicadas a los yesos utilizados para la construcción del monumento a Giuseppe Verdi en Milán y en la planta superior, se exhibieron las pinturas del maestro y algunos bocetos en yeso.

## Galería de imágenes
|  |
|  |

|  |
|  |

|  |
|  |